# Rumowski (Wagner)
Rumowski ps. „Wagner” – major, dowódca żandarmerii w powstaniu styczniowym 1863.
Wszedł ze swym oddziałem w skład partii Tomasza Wierzbickiego. 18 stycznia 1864 wkroczył w krakowskie na czele 110 dobrze uzbrojonych kawalerzystów. 20 stycznia stoczył pod Chmielnikiem potyczkę z oddziałem porucznika Dunaltetego, po odparciu którego przedarł się w kaliskie, gdzie 22 stycznia starł się z Rosjanami przy przejściu przez linię kolejową między Radomskiem i Rozprzą. Jego oddział został rozproszony, tylko kilkunastu kawalerzystów, w tym jeden oficer, przyłączyło się do oddziałum Zygmunta Rzewuskiego ps. „Krzywda”. 